# Ruili
Ruili (kinesiska: 瑞丽 eller 瑞丽市, Ruili Shi)  är en stad på häradsnivå i Dehong, en autonom prefektur för dai- och jingpo-folken i Yunnan-provinsen i sydvästra Kina, omkring 510 kilometer väster om provinshuvudstaden Kunming. Antalet invånare är 180 627. Befolkningen består av 87 236 kvinnor och 93 391 män. Barn under 15 år utgör 18,0 %, vuxna 15–64 år 76 %, och äldre över 65 år 4,0 %.